# Psallodema
Psallodema is een geslacht van wantsen uit de familie van de Miridae (Blindwantsen). Het geslacht werd voor het eerst wetenschappelijk beschreven door V.G. Putshkov in 1970.

## Soorten
Het genus bevat de volgende soorten:

- Psallodema fieberi (Fieber, 1864)
- Psallodema intergerina V.G. Putshkov, 1970
- Psallodema kasja Drapolyuk, 1987
- Psallodema ulmicola V.G. Putshkov, 1970